# خربة تويني
خربة تويني قرية سوريّة تتبع إداريّاً لمحافظة حلب منطقة منبج ناحية أبو قلقل، بلغ تعداد سكانها 865 نسمة حسب التعداد السكاني لعام 2004.